# Distretto di Na Wa
Il distretto di Na Wa (in thailandese: นาหว้า) è un distretto (amphoe) della Thailandia, situato nella provincia di Nakhon Phanom.